# Sara Vilic
Sara Vilic (* 29. März 1992 in Gmünd) ist eine österreichische Triathletin, U23-Weltmeisterin Aquathlon (2011) und Olympiateilnehmerin (2016).

## Werdegang
Sara Vilic ist mit sieben Jahren beim SV Villach ins Schwimmen eingestiegen und war bei einigen nationalen Meisterschaften am Start. Sie wurde in den Jugendkader des Österreichischen Schwimmverbandes aufgenommen und sie startete im Juli 2008 bei den Weltmeisterschaften in Rimini.
Sie ist bis Oktober 2021 aktive Sportlerin des Heeressportzentrums des Österreichischen Bundesheers. Als Heeressportlerin trägt sie derzeit den Dienstgrad Zugsführer.

### U23-Weltmeisterin Aquathlon 2011
2010 wurde die Kärntnerin Sara Vilic Fünfte bei der Weltmeisterschaft im Aquathlon (Laufen, Schwimmen und Laufen) und im September 2011 wurde die starke Schwimmerin in China U23-Weltmeisterin.
Die Doppel-Staatsbürgerin (Österreich/Kroatien) startet seit 2013 im U23-Kader des ÖTRV für Österreich. In der französischen Rennserie Grand Prix de Triathlon startet sie für den Verein Stade Poitevin Triathlon.
Bei der Triathlon-Weltmeisterschafts-Rennserie 2015 platzierte sich Vilic als zweitbeste Österreicherin auf dem 58. Rang.

### Olympische Sommerspiele 2016
Im März 2016 konnte sie sich mit dem siebten Rang bereits im ersten Rennen der Weltmeisterschaft-Rennserie einen Startplatz für die Olympischen Spiele sichern, sie ging zusammen mit Julia Hauser (für Lisa Perterer nachnominiert) und Thomas Springer in Rio de Janeiro an den Start und belegte den 37. Rang. Mit dem 22. Rang im neunten und letzten Rennen der Saison 2016 (Grand Final) belegte sie in der Jahreswertung der ITU den 24. Rang.

Im März 2017 konnte die damals 24-Jährige mit dem dritten Rang im ersten Rennen der WM-Serie 2017 in Abu Dhabi die erste Medaille für Österreich erzielen. Bei der Triathlon-Europameisterschaft belegte sie im Juni 2017 in Kitzbühel als beste Österreicherin den siebten Rang.
In der Jahreswertung der ITU World Championship Series 2018 belegte sie nach dem letzten Rennen im September in Australien als viertbeste Österreicherin den 53. Rang. Im Juli 2019 holte sie sich mit dem zweiten Rang in Tiszaújváros (Ungarn) nach 2013 ihre zweite Weltcup-Medaille. Sie startet im A-Kader des österreichischen Triathlon-Verbandes (ÖTRV) und seit 2020 im OMNi-BiOTiC POWER-Triathlon-Team.
Der Vertrag von Sara Vilic (wie auch Lisa Perterer) mit dem Heeressportzentrum wurde mit Ende Oktober 2021 nicht mehr verlängert.
Sara Vilic lebt in Villach und wird von Martin Papista trainiert.

## Sportliche Erfolge
| Datum/Jahr    | Rang | Wettbewerb                                               | Austragungsort | Zeit     | Bemerkung |
| ------------- | ---- | -------------------------------------------------------- | -------------- | -------- | --- |
| 1. Okt. 2023  | 44   | ITU Triathlon World Cup                                  | Tanger         | 01:04:35 | hinter der Deutschen Lisa Tertsch                                                                                   |
| 14. Juli 2023 | 42   | ITU World Championship Series 2023                       | Hamburg        | 00:22:22 | |
| 7. Nov. 2021  | 14   | ETU Europe Triathlon Cup and Mediterranean Championships | Quarteira      | 02:07:03 | hinter der Norwegerin Lotte Miller                                                                                  |
| 15. Mai 2021  | DNF  | ITU World Championship Series 2021                       | Yokohama       | –        | |
| 15. Aug. 2019 | 34   | ITU World Triathlon Olympic Qualification Event          | Tokyo          | 01:44:48 | |
| 14. Juli 2019 | 2    | ITU Triathlon World Cup                                  | Tiszaújváros   | 00:59:29 | Zweite hinter der Australierin Emma Jeffcoat                                                                        |
| 15. Sep. 2018 | 38   | ITU World Championship Series 2018                       | Gold Coast     | 01:58:51 | Grand Final |
| 19. Mai 2018  | 1    | ETU Sprint Triathlon European Cup                        | Székesfehérvár | 00:58:13 | |
| 17. Juni 2018 | 11   | ITU Triathlon World Cup                                  | Antwerpen      | 01:03:52 | |
| 19. Mai 2018  | 1    | Klosterneuburg Triathlon                                 | Klosterneuburg |          | [ 11 ] |
| 11. Feb. 2018 | 12   | ITU Triathlon World Cup                                  | Kapstadt       | 01:00:45 | |
| 18. Juni 2017 | 4    | ETU Triathlon European Championship Mixed Relay          | Kitzbühel      |          | im Mixed-Team, mit Alois Knabl, Lisa Perterer und Lukas Hollaus (200 m Schwimmen, 5 km Radfahren und 1,8 km Laufen) |
| 16. Juni 2017 | 7    | ETU Short Distance Triathlon European Championships      | Kitzbühel      | 01:59:00 | Europameisterschaft auf der olympischen Kurzdistanz                                                                 |
| 13. Mai 2017  | DNF  | ITU World Championship Series 2017                       | Yokohama       | –        | |
| 3. März 2017  | 3    | ITU World Championship Series 2017                       | Abu Dhabi      | 02:03:53 | erste Medaille für Österreich – im ersten Rennen der WM-Serie 2017                                                  |
| 29. Okt. 2016 | 4    | ITU Triathlon World Cup                                  | Miyazaki       | 02:01:50 | |
| 22. Okt. 2016 | 7    | ITU Triathlon World Cup                                  | Tongyeong      | 01:00:39 | als beste Europäerin                                                                                                |
| 18. Sep. 2016 | 22   | ITU World Championship Series 2016                       | Cozumel        | 02:02:12 | |
| 4. Sep. 2016  | 20   | ITU World Championship Series 2016                       | Edmonton       | 00:58:25 | |
| 20. Aug. 2016 | 37   | Olympische Sommerspiele 2016                             | Rio de Janeiro | 02:03:10 | |
| 9. Apr. 2016  | DNF  | ITU World Championship Series 2016                       | Gold Coast     | –        | |
| 12. März 2016 | 4    | ITU Triathlon World Cup                                  | Mooloolaba     | 00:59:08 | |
| 5. März 2016  | 7    | ITU World Championship Series 2016                       | Abu Dhabi      | 01:57:25 | im ersten Rennen der Saison                                                                                         |
| 18. Sep. 2015 | 38   | ITU World Championship Series 2015                       | Chicago        | 02:01:16 | Grand Final |
| 11. Aug. 2013 | 3    | ITU Triathlon World Cup                                  | Tiszaújváros   | 01:00:58 | Dritte hinter der US-Amerikanerin Katie Zaferes                                                                     |

| Datum/Jahr   | Rang | Wettbewerb                           | Austragungsort | Zeit     | Bemerkung                   |
| ------------ | ---- | ------------------------------------ | -------------- | -------- | --------------------------- |
| 7. Sep. 2011 | 1    | ITU Aquathlon World Championship U23 | Peking         | 00:34:41 | Aquathlon-Weltmeisterin U23 |
| 8. Sep. 2010 | 5    | ITU Aquathlon World Championships    | Budapest       | 00:24:41 | Aquathlon-Weltmeisterschaft |

| Datum/Jahr   | Rang | Wettbewerb      | Austragungsort | Zeit  | Bemerkung                                  |
| ------------ | ---- | --------------- | -------------- | ----- | ------------------------------------------ |
| 30. Mai 2020 | 1    | „Back on Track“ | St. Pölten     | 25:40 | Schwimmen im Ratzersdorfer See; 1900 Meter |

(DNF – Did Not Finish)